# Mimosa caudero
Mimosa caudero är en ärtväxtart som beskrevs av L.Cardenas. Mimosa caudero ingår i släktet mimosor, och familjen ärtväxter. Inga underarter finns listade i Catalogue of Life.